# North Marston
North Marston est une paroisse civile et un village du Buckinghamshire, en Angleterre.